# Kraanerg

Kraanerg  est une œuvre de Iannis Xenakis pour 23 instruments et bande magnétique en quadriphonie, composée en 1969.

## Histoire
L'œuvre est composée pour un ballet chorégraphié par Roland Petit avec un décor de Victor Vasarely. Ce ballet devait être créé à l'occasion de l'ouverture du Centre national des Arts d'Ottawa, prévu pour l'Expo 67. 
Le titre reprend deux mots grecs, κρααν et εργ, et veut dire énergie accomplie. La musique du ballet est conçue comme une vaste structure continue.
Le ballet est créé le 2 juin 1969, à Ottawa, à l'inauguration du Centre national des Arts, par la National Ballet Guild of Canada, sous la direction de Lukas Foss.

## Discographie
- Alfa Centauri Ensemble dirigé par Roger Woodward, Media 7 - Etcetera KTC (1989)
- ST-X Ensemble Xenakis USA dirigé par Charles Zacharie Bornstein, Asphodel-Sombient (1997)
- Orchestre symphonique de Bâle dirigé par Alexander Winterson, Col legno (2001)
- The Callithumpian Consort dirigé par Stephen Drury, Mode 196 (2008)